# Camarões Britânicos

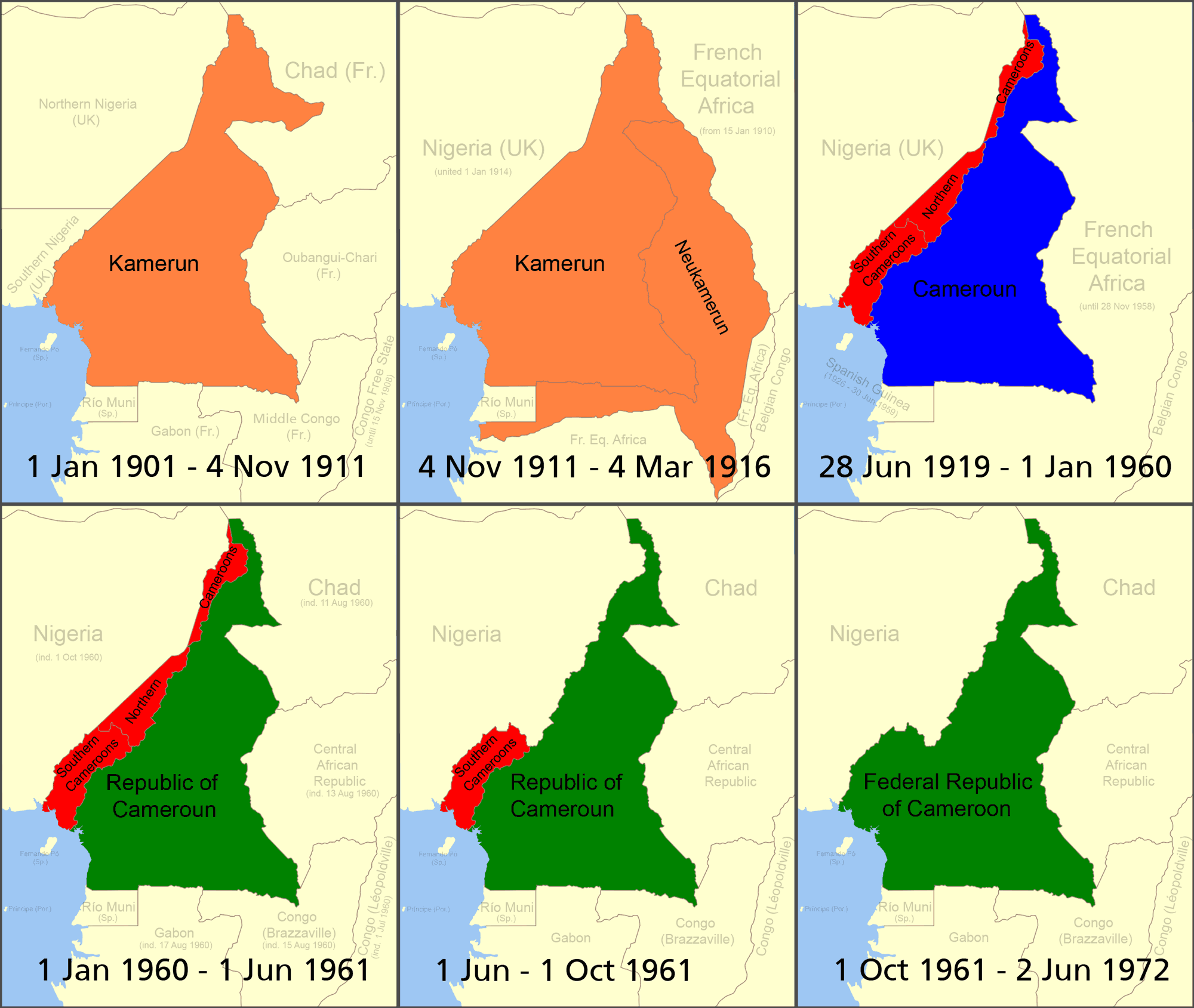
Camarões
Kamerun alemão
Camarões Britânicos
Camarões Franceses
República dos Camarões

Camarões Britânicos (em inglês: British Cameroons) (Camarões do Norte e Camarões do Sul) foi um território do Mandato Britânico na África Ocidental, atualmente dividido entre a Nigéria e Camarões. 
A área do atual Camarões foi reivindicada pela Alemanha como um protetorado durante a "Partilha da África" no final do século XIX (depois da Conferência de Berlim). Durante a Primeira Guerra Mundial, foi ocupada por tropas britânicas, francesas e belgas, e mais tarde passou sob mandato da Grã-Bretanha e França. Estes países, que já tinham estabelecido respectivamente as colónias da Nigéria e dos Camarões entraram em conflito por esta área e, em 1922, o Reino Unido recebeu um mandato da Liga das Nações para o administrar como um protectorado (Trust Territory). O mandato francês ficou conhecido como Camarões Franceses e o território britânico foi administrado em duas áreas, Camarões do Norte e Camarões do Sul. O Camarões do Norte consistia de duas seções não-adjacentes, divididos pelas fronteiras de Nigéria e Camarões. 
O Camarões Franceses tornou-se independente em Janeiro de 1960, e a Nigéria foi marcada pela independência no mesmo ano, o que levantou questão sobre o que fazer com o território britânico. Depois de alguma discussão (o que vinha acontecendo desde 1959), um plebiscito foi decidido e realizado em fevereiro de 1961. A área de maioria muçulmana do Norte optou por união com a Nigéria e o Camarões do Sul votou pela adesão ao Camarões. 
O Camarões do Norte tornou-se uma região da Nigéria em 31 de maio de 1961, enquanto Camarões do Sul passou a fazer parte dos Camarões em 1 de Outubro. Nesse meio tempo, a área foi administrada como um território sob Protetorado das Nações Unidas.